# NGC 93

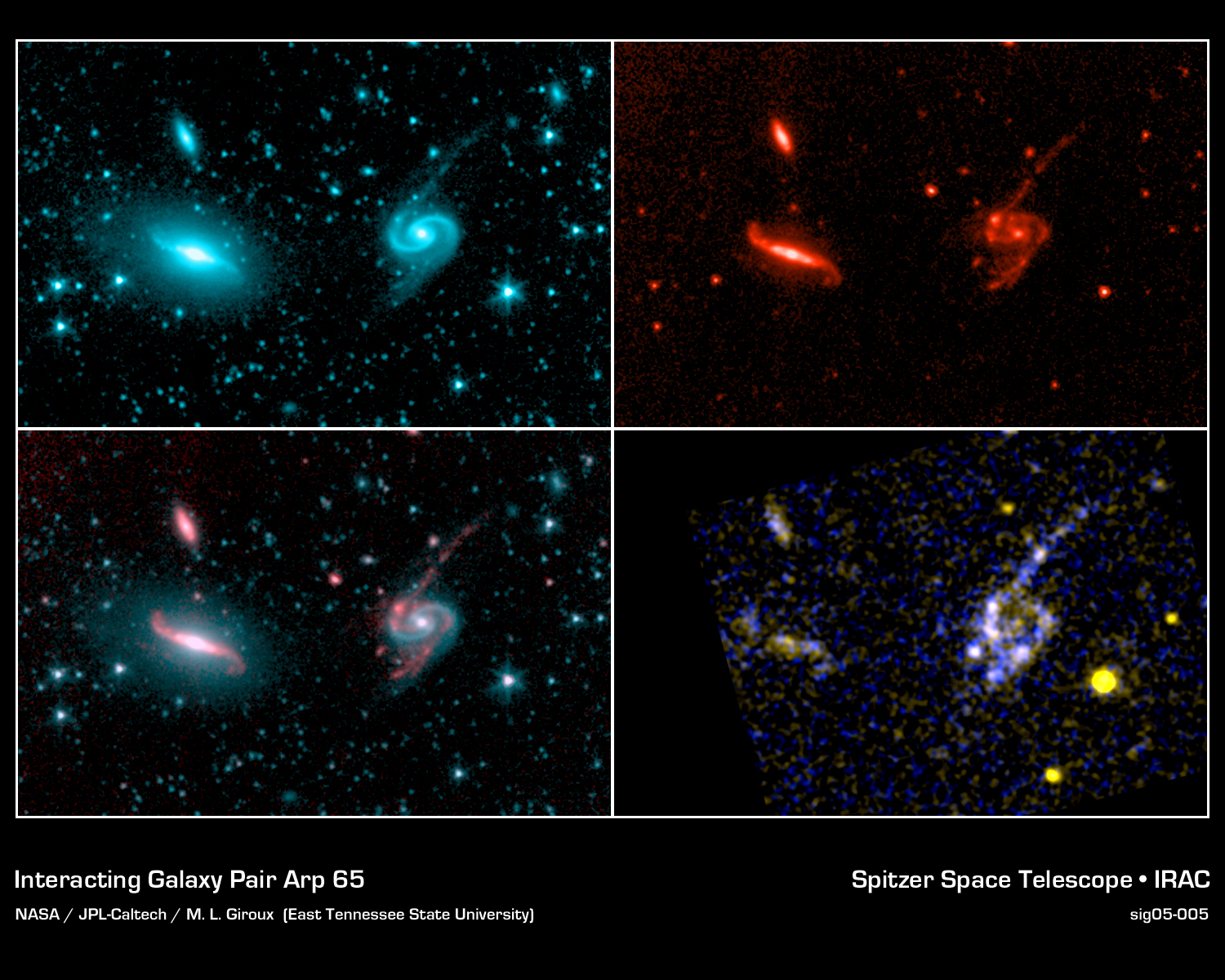
NGC 90 (rechts) en NGC 93 (links), foto van de Spitzer Space Telescope

NGC 93 (ook wel PGC 1412, UGC 209, MCG 4-2-12, ZWG 479.15 of ARP 65) is een spiraalvormig sterrenstelsel in het sterrenbeeld Andromeda.
NGC 93 werd op 26 oktober 1854 ontdekt door de Ierse astronoom William Parsons.